# Dozorčí organizace OSN pro dodržování příměří

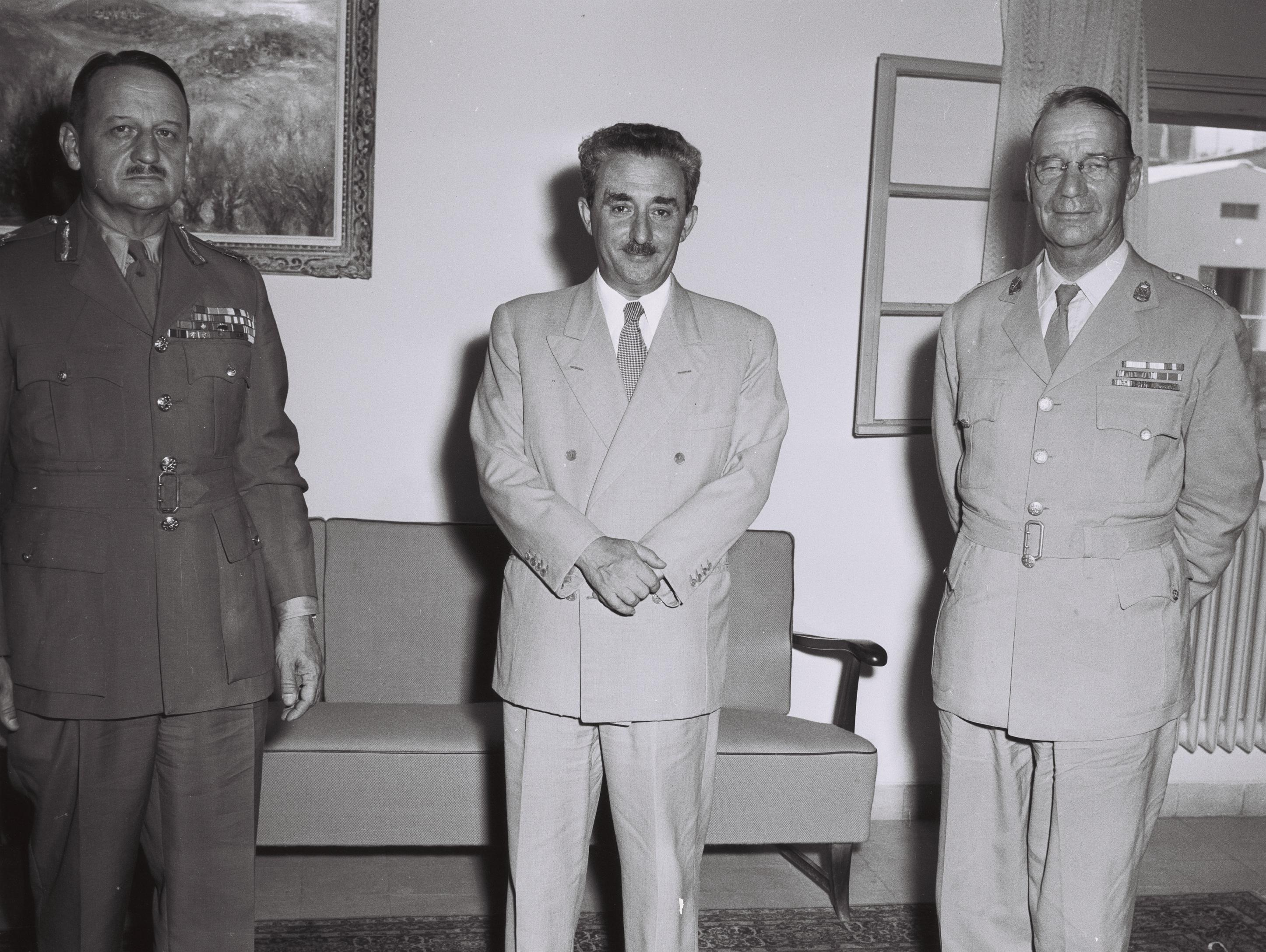
Zleva doprava: generál E. L. M. Burns (UNTSO), izraelský premiér Moše Šaret a generál Vagn Bennike (UNTSO), 1954

Dozorčí organizace OSN pro dodržování příměří (anglicky: United Nations Truce Supervision Organization, zkráceně UNTSO) je organizace Organizace spojených národů založená 29. května 1948 za účelem udržování míru (peacekeeping) na Blízkém východě po izraelské válce za nezávislost. Jejím primárním úkolem bylo poskytnout strukturu vojenského velení pro mírové síly na Blízkém východě z důvodu sledování a udržování příměří. V případně nutnosti pak asistence stranám Dohod o příměří (tj. Izraeli, Sýrii, Jordánsku a Egyptu) v dohledu na uplatňování a dodržování podmínek uvedených dohod. Velící struktura UNTSO byla později použita pro další mírové mise, jako jsou Pozorovatelská mise OSN pro uvolňování napětí (UNDOF) či Prozatímní jednotky OSN v Libanonu (UNIFIL).
UNTSO byla první mírovou misí v historii OSN. Od října 2021 stojí v čele mise generálmajor Patrick Gauchat ze Švýcarska, který vystřídal generálmajorku Kristin Lundovou z Norska.